# Фрідріх Лімбург-Штірумський
Фрідріх Лімбург-Штірумський (нім. Friedrich zu Limburg-Stirum; 6 серпня 1835, Гаага — 27 жовтня 1912, Пйотровиці) — німецький державний і політичний діяч, статс-секретар імперського відомства закордонних справ (1880—1881).

## Біографія
Належав до вестфальського графського роду, що був гілкою роду Ізенбург з лінії Старшого Берзького дому. Син графа Фредеріка Адріана Лімбург-Штірумського (1804-1874) та його другої дружини Йоганни Франциски Вікторини Еберс (1808-1878).
Спочатку він був послом у Веймарі та при судах Тюрінгії, а також заступником державного секретаря у Міністерстві закордонних справ, коли у вересні 1880 року став виконувачем обов’язків державного секретаря Міністерство закордонних справ, змінивши Хлодвіга Гогенлое-Шиллінгсфюрста. Він обіймав цю посаду, поки його не змінив Клеменс Буш 25 червня 1881 року. В 1892 р. мав вийти у відставку внаслідок вжитої ним агітації проти ліберальної торгової політики уряду (графа Лео Капріві). У 1870-1905 pp. був депутатом у прусському ландтазі; у рейхстаг обраний у 1893 р., переобраний у 1898 та 1903 р..
У 1904 році він отримав ступінь почесного доктора права (LL.D.) Університету Вісконсіна-Медісона.
З 1854 року він був членом, а потім почесним членом Корпусу Боруссії Бонн.

## Сім'я
У 1865 році він одружився на Паулі Мінетте Терезі фон Меєрінк (1844-1925). Від цього шлюбу народилося п'ятеро дітей:
- Йоганна (1866-1944); вийшла заміж у 1887 році за графа Гюнтера фон Чирскі та Бегендорфа;
- Анна (1867-1953); вийшла заміж у 1902 році за графа Августа фон Пюклер-Гродіца (1864-1937), п'ятеро дітей;
- Фрідріх (1871-1953); одружився 1907 року на Люсі фон Лірес унд Вількау (1885–1909), дочка та син;
- Ріхард (1874-1931); одружився 1914 року на баронесі Едіт фон Боденхаузен (1888–1961), троє дочок;
- Менно (1881-1953); вийшла заміж у 1916 р. (розлучилася 1918 р.) з Хільдегардом Вертхаймом (1894–1919).